# البيانات الصحية
البيانات الصحية هي بيانات «تتعلق بالظروف الصحية والنتائج الإنجابية وأسباب الوفاة ونوعية الحياة»، للفرد أو السكان. تتضمن البيانات الصحية المقاييس السريرية جنبًا إلى جنب مع المعلومات البيئية والاجتماعية والاقتصادية والسلوكية ذات الصلة بالصحة والعافية.
تجمع العديد من البيانات الصحية واستخدامها عندما يتفاعل الأفراد مع أنظمة الرعاية الصحية. تتضمن هذه البيانات، التي تجمع من قبل مقدمي الرعاية الصحية، عادةً سجلًا للخدمات المقدمة، وظروف تلك الخدمات، والنتائج السريرية أو المعلومات المتعلقة بهذه الخدمات.
تاريخيًا، يُحصل على معظم البيانات الصحية من هذا الإطار. ومع ذلك، أدى ظهور الصحة الإلكترونية والتطورات في تكنولوجيا المعلومات الصحية إلى توسيع نطاق جمع واستخدام البيانات الصحية، ولكنه أدى أيضًا إلى ظهور مخاوف جديدة تتعلق بالأمن والخصوصية والأخلاق.
يُعد جمع واستخدام البيانات الصحية بنحو متزايد من قبل المرضى مكونًا رئيسيًا للصحة الرقمية.

## الأنواع
تصنف البيانات الصحية على أنها إما منظمة أو غير منظمة. البيانات الصحية المنظمة موحدة وقابلة للنقل بسهولة بين أنظمة المعلومات الصحية. على سبيل المثال، يمكن تسجيل اسم المريض أو تاريخ الميلاد أو نتيجة فحص الدم بتنسيق بيانات منظمة. البيانات الصحية غير المنظمة، على النقيض من البيانات المنظمة، ليست موحدة. تعد رسائل البريد الإلكتروني أو التسجيلات الصوتية أو ملاحظات الطبيب حول المريض أمثلةً على البيانات الصحية غير المنظمة. بينما أدى التقدم في تكنولوجيا المعلومات الصحية إلى توسيع نطاق الجمع والاستخدام، فإن تعقيد البيانات الصحية أعاق التوحيد القياسي في صناعة الرعاية الصحية. اعتبارًا من عام 2013، قدر أن نحو 60٪ من البيانات الصحية في الولايات المتحدة كانت غير منظمة.

## الاستعمالات
يمكن استعمال البيانات الصحية لإفادة الأفراد والصحة العامة والبحث والتطوير الطبي. تصنف استعمالات البيانات الصحية على أنها إما أولية أو ثانوية. الاستعمال الأولي هو عندما تستعمل البيانات الصحية لتقديم الرعاية الصحية للفرد الذي تُجمع منه. الاستخدام الثانوي هو عندما تستعمل البيانات الصحية خارج تقديم الرعاية الصحية لذلك الفرد.
أدت تكنولوجيا المعلومات الصحية والرقمية إلى توسيع نطاق الاستخدامات الأولية والثانوية للبيانات الصحية. على مدى العقد الماضي، تبنى نظام الرعاية الصحية في الولايات المتحدة على نطاق واسع السجلات الصحية الإلكترونية (EHRs)، وهو تحول لا مفر منه نظرًا إلى مزايا السجلات الصحية الإلكترونية على الأنظمة الورقية. وسعت السجلات الصحية الإلكترونية من الاستخدامات الثانوية للبيانات الصحية لضمان الجودة، والبحوث السريرية، والبحث والتطوير الطبي، والصحة العامة، وتحليلات صحة البيانات الضخمة، من بين مجالات أخرى. رغم أن السجلات الصحية الشخصية (PHRs), أقل شيوعًا من السجلات الصحية الإلكترونية، فقد وسعت الاستخدامات الأولية للبيانات الصحية.
يمكن أن تتضمن سجلات الصحة العامة (PHR) كلًا من البيانات الصحية المبلغ عنها من قبل المريض ومقدم الخدمة، ولكنها تُدار من قبل المرضى. في حين أن نظام PHR يمكن أن يكون مستقلًا، ولكن أنظمة EHR-PHR المتكاملة تعد الأكثر فائدة. تعمل أنظمة EHR-PHR المتكاملة على توسيع الاستخدامات الأولية للبيانات الصحية عبر منح الأفراد وصولًا أفضل إلى بياناتهم الصحية التي يمكن أن تساعدهم على مراقبة صحتهم وتقييمها وتحسينها. وهذا جانب مهم من نموذج الصحة الرقمية.

## الحماية والأمن
في الولايات المتحدة، قبل قانون إخضاع التأمين الصحي لقابلية النقل والمساءلة (اج أي بي أي أي) لعام 1996، لم تكن هناك سياسات فيدرالية شاملة تنظم أمن أو خصوصية البيانات الصحية. تنظم (اج أي بي أي أي) استخدام (والإفصاح عن) المعلومات الصحية المحمية (PHI) من قبل كيانات محددة، متضمنةً مقدمي الخدمات الصحية، وغرف الرعاية الصحية، والخطط الصحية. أصبح تطبيق (اج أي بي أي أي)، الذي تأخر بسبب المفاوضات على المستوى الفيدرالي، فعالًا على نطاق واسع في عام 2003.
بينما أسست (اج أي بي أي أي) أمان البيانات الصحية والخصوصية في الولايات المتحدة، واستمرت الثغرات في الحماية. أدى ظهور تقنيات المعلومات الصحية الجديدة إلى تفاقم هذه الفجوات. في عام 2009، مُرِّر قانون تكنولوجيا المعلومات الصحية للصحة الاقتصادية والإكلينيكية. يهدف التشريع إلى سد الثغرات الموجودة في (اج أي بي أي أي) بوساطة توسيع لوائح (اج أي بي أي أي) إلى المزيد من الكيانات، متضمنةً شركاء الأعمال أو المقاولين من الداخل الذين يقومون بتخزين البيانات الصحية. في عام 2013، جرى الكشف عن قاعدة Omnibus التي تنفذ الأحكام النهائية لـ HITECH من قبل وزارة الصحة والخدمات الإنسانية الأمريكية.
رغم هذه التعديلات التشريعية، لا تزال المخاوف المتعلقة بالأمان والخصوصية قائمة مع تقدم تقنيات الرعاية الصحية وازدياد شعبيتها. تجدر الإشارة إلى أنه في عام 2018، نشر مركز أبحاث المؤشرات الاجتماعية الدليل العلمي لـ 173398820 (أكثر من 173 مليون) من الأفراد المتضررين في الولايات المتحدة الأمريكية من أكتوبر 2008 (عندما جرى جمع البيانات) إلى سبتمبر 2017 (عندما تم إجراء التحليل الإحصائي). وتعني اختصار (Hipaa) (Health Insurance Portability and Accountability Act).

## الاعتبارات الأخلاقية
توجد اعتبارات أخلاقية مهمة لجمع البيانات الصحية واستخدامها الثانوي. بينما تركز المناقشات حول الجمع الأخلاقي واستخدام البيانات الصحية عادةً على البحث، فمن المهم عدم التغاضي عن إساءة استخدام البيانات المحتملة من قبل المنظمات غير البحثية. لقد قيل إن جمع واستخدام البيانات الصحية لأي غرض غير طبي (سليم من الناحية الأخلاقية فقط إذا كان هناك «أو يمكن أن ينشأ بنحو معقول» سؤال يجب الإجابة عنه؛ المنهجية «التصميم، البيانات التي تجمع، إلخ...». السؤال الذي يجاب عليه؛ والتكاليف، متضمنةً موارد الرعاية الصحية المجتمعية وأي مخاطر وأعباء مفروضة على المشاركين، تبرر الفوائد التي تعود على المجتمع).